# الکساندرا دالینگ
الکساندرا دالینگ (انگلیسی: Alexandra Dowling؛ زادهٔ ۲۲ مهٔ ۱۹۹۰) بازیگر اهل بریتانیا است. وی از سال ۲۰۱۲ میلادی تاکنون مشغول فعالیت بوده‌است.
از فیلم‌ها یا برنامه‌های تلویزیونی که وی در آن نقش داشته‌است، می‌توان به مرلین، پوآرو، بازی تاج‌وتخت و تفنگدارها اشاره کرد.